# 大洗ゴルフ倶楽部
大洗ゴルフ倶楽部（おおあらいゴルフくらぶ）は茨城県東茨城郡大洗町にあるゴルフ場で、鹿島灘に面しているシーサイド・リンクスである。開場は1953年で、茨城県では名門として知られ、静岡県伊東市の川奈ホテルゴルフコース 富士コースなどと共に日本屈指の難易度を誇っている（参考：コースレート 男性74.4 女性79.8）。メンバーシップ制を採用しているため、会員の紹介による予約が必要である。

## コース概要
- 所在地：茨城県東茨城郡大洗町磯浜町8231-1
- 運営母体：株式会社水戸カンツリー倶楽部
- コースセッティング：18ホールズ、7190ヤード、パー72

上記はバックティー使用時。
なお、2007年の三菱ダイヤモンドカップゴルフは7156ヤード、パー71で、2022年に開催されたアジアパシフィックオープンダイヤモンドカップでは7163ヤード，パー70で行われた。
- コース設計：井上誠一

## 逆転の大洗
「ダイヤモンドカップゴルフ」においては、過去に何度も逆転劇が起きている。前身の「三菱ギャラン」では、1986年に中嶋常幸が、最終日に首位の金井清一との4打差を逆転し、この大会3年ぶり3度目の優勝を飾った。1993年は、台湾の陳志忠が首位の尾崎将司を逆転して優勝。その尾崎は3年後の1996年、最終日に日本記録となる8打差を追いつき、アメリカのトッド・ハミルトンとのプレーオフを制して大会初優勝を飾った。「ダイヤモンドカップゴルフ」としては、2001年の大会では初日116位と低迷した伊沢利光が2日目以降徐々にスコアを伸ばし、藤田寛之、五十嵐雄二とのプレーオフを制した。2003年の大会は、トッド・ハミルトンが、2日目から首位に立っていた真板潔を逆転して優勝した。しかし、2004年の大会は3日目トップに立った平塚哲二がそのまま逃げ切って優勝、初めて「逆転の大洗」の異名が崩れてしまったが、3年後の2007年は平塚が2日目からトップに立った谷口徹との4打差を逆転、大会2度目の優勝を飾った。2009年は3日目2位タイだった兼本貴司がトップにいたオーストラリアのブレンダン・ジョーンズを3ホールに及ぶプレーオフで下した。2022年には、今平周吾が、首位と1打差で迎えた最終日に逆転して優勝を飾った。
また、1998年の日本オープン選手権では、田中秀道が、首位の尾崎直道との3打差を逆転し、国内メジャー初優勝を飾った。

## 開催イベント
本コースでは日本男子ツアーの「ダイヤモンドカップゴルフ」が大会最多となる11回が開催されている。
メジャー大会（公式戦）では1960年に「日本プロ選手権」が、1998年には「日本オープン選手権」（優勝は田中秀道）がそれぞれ行われている。
また2022年には日本女子プロゴルフ協会（JLPGA）のプロテスト最終ラウンドが開催。